# دیلن چمبوست
دیلن چمبوست (انگلیسی: Dylan Chambost؛ زادهٔ ۱۹ اوت ۱۹۹۷) بازیکن فوتبال اهل فرانسه است.
از باشگاه‌هایی که در آن بازی کرده‌است می‌توان به باشگاه فوتبال تروا اشاره کرد.